# Remarc
Remarc, nome artístico de Marc Forrester, é um DJ e produtor musical inglês de jungle. Ele tem como irmão mais novo o MC Eksman.

## Carreira
Remarc começou sua carreira em 1993, e foi um dos mais proeminentes produtores durante o auge do jungle, entre 1993 e 1995. Seu estilo progressivo de programação de bateria e sua habilidade como produtor fizeram dele um ícone desse estilo. Seus maiores sucessos da época são músicas como "R.I.P", "Ricky", "Sound Murderer" e "Drum & Bass Wise". Remarc é dono do selo Dollar Records.
Em 2003, a gravadora Planet Mu Records, dirigida por Michael Paradinas, decidiu relançar os maiores sucessos de Remarc num álbum chamado Sound Murderer. No ano seguinte, lançaram também o álbum Unreleased Dubs '94-'96, com músicas não-lançadas de Remarc do período de 1994 a 1996.